# セレストロン
セレストロン（英:Celestron, LLC. ）は、アメリカ合衆国カリフォルニア州トーランスに本社を構える、天体望遠鏡、双眼鏡、顕微鏡、および自社製品のアクセサリーを製造、輸入する会社である。

## 沿革
セレストロンの前身は1955年にトム・ジョンソン（Tom Johnson）によって設立されたバロー・エレクトロニクス社である。バロー社は光学部品および軍事用の部品を製造していたが、ジョンソンは1960年に光学部門「アストロ＝オプティカル」を設立し、1964年に「セレストロン・パシフィック社」として正式に発足させた。
セレストロンはシュミットカセグレン式望遠鏡としては初めての大量生産品である、ジョンソン設計の口径8インチ（203.2mm）の望遠鏡"C8"を市場に出したことでその名前が知れ渡ることになった。このモデルにより、アマチュア天文家と教育者が手軽にシュミットカセグレンを入手できるようになり、大口径長焦点の望遠鏡を持てるという重大な変化がもたらされることとなった。しかしオーナーのジョンソンは1980年に会社を売却。1997年にタスコ（現在はブッシュネル社の子会社）に買収され、タスコが2001年に事業停止したときはほとんど倒産状態であった。
2003年初頭、セレストロンのライバルであるミードは乗っ取りを企てたが、破産裁判で会社の売却が認められ、元の経営陣の元へ戻ることが決まった。この会社がアメリカ企業であったのは、2005年4月にSW Technologyというデラウェア州にある会社と、SyntaTechnologyという台湾の会社の支社によって買収されるまでのことである。Syntaはビクセンやセレストロンのような会社によって設計された商品のコピーとなる天文部品の主要メーカーである。
日本での代理店は2020年1月よりビクセンが行っていたが、2025年6月5日、代理店契約を終了することがアナウンスされた。

## 製品

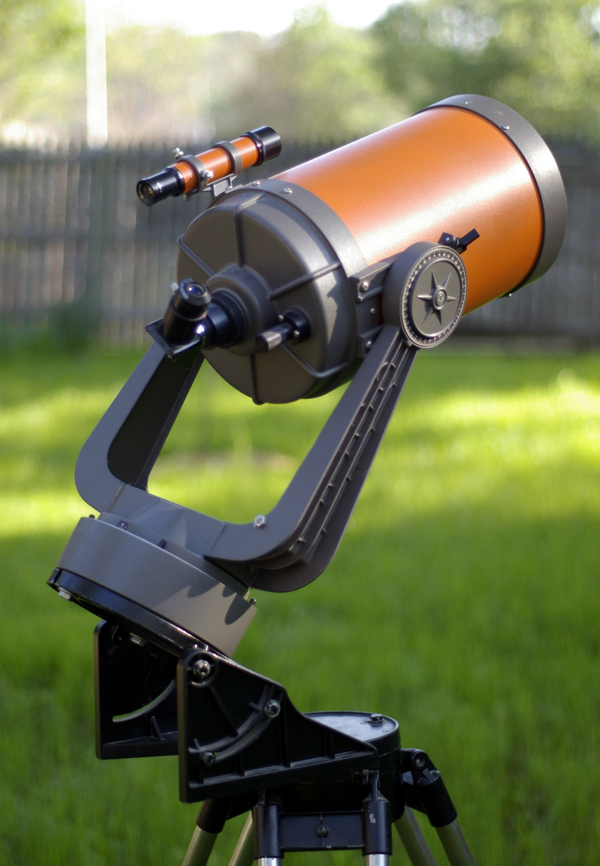
セレストロンの代表商品C8のヴィンテージ

上記のように、セレストロンは一般消費者向けのシュミットカセグレン式望遠鏡を大量生産した最初の企業であり、1960年代中頃に8インチの望遠鏡"C8"を発表した。この望遠鏡の特徴は、トレードマークであるマットオレンジの鏡筒（1980年に光沢のある黒に変更され、2006年にややつやのあるオレンジに戻された）、ダブルフォーク式赤道儀、そして大口径であるにもかかわらずコンパクトなデザインであることである。
そのほかのセレストロンの製品（2007年次）は、
- C5、C6、C9.25、C11、C14シュミットカセグレン式望遠鏡（"C"に続く数字は口径（直径）の大きさをインチ単位で示している）C8、C6、C9.25、C11については、GoTo（"SkyAlign"として知られている）を使用可能になっているダブルフォークマウント（経緯台としても赤道儀としても使用可能）か中重量のドイツ式赤道儀に搭載でき、さらにC8、C9.25、C11、C14は鏡筒をカーボンをコーティングしてあり、堅牢なドイツ式赤道儀に乗せることができる。
- 2.4インチから6インチの屈折式望遠鏡
- 6インチから10インチの反射式望遠鏡
- 6インチから12インチのドブソニアン望遠鏡（スターホッパーシリーズ）
- 90mmと130mmのマクストフカセグレン望遠鏡C90およびC130（"C"を冠しているが、後に続く数字はミリ単位での口径である。）
- SkyScout

ほかのメーカーのように、セレストロンは指定された場所にどこでも向けられるマウントのみならず、コンピュータ化された天体導入システムを使うためのオプションも販売している（一般にGoToと呼ばれている技術）。コンピューターが搭載されたモデルのほとんどはRS232ケーブルを介して外部のコンピューターに接続でき、サードパーティーの天文ソフトやGPS受信機に接続して制御することが可能である。GPS受信機は望遠鏡に正確な時間と座標を設定するのに非常に便利で、これによってより正確に望遠鏡を動かすことができる。

## ミードとの競争
1972年の設立から、ミードは主たるセレストロンのライバルである。デザイン、サイズ、新製品開発、そして価格に対するおのおのの会社の生産ラインやモデルに至るまで互いが競争によって影響を及ぼしあっている。そのせいで、二社間で特許に関する訴訟さえも起きている（最近では、GoToに関することで訴訟があった）。